# Wolfgang Steinitz

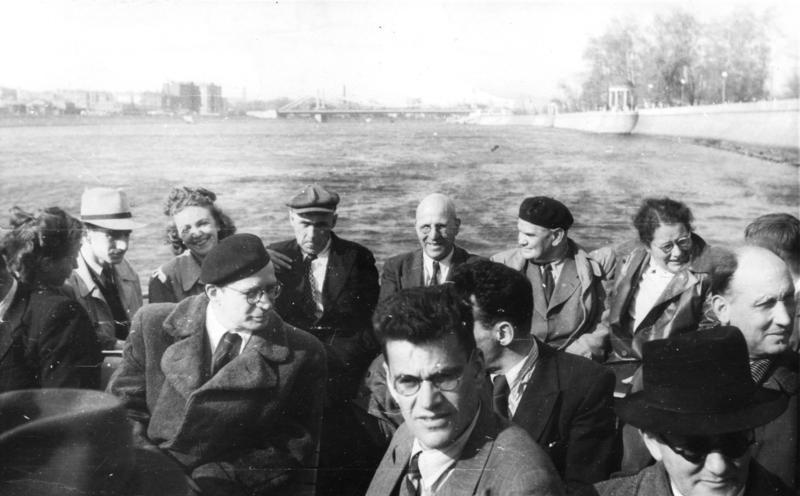
Wolfgang Steinitz (im Vordergrund Mitte) bei einer Bootstour in Moskau 1949

Wolfgang Steinitz (* 28. Februar 1905 in Breslau; † 21. April 1967 in Ost-Berlin) war ein deutscher Linguist und Volkskundler.
Als Wiederentdecker verschütteter sozialkritischer Volksliedtraditionen war er der wichtigste Wegbereiter des deutschen Folk-Revivals in der Bundesrepublik und der DDR. Gleichzeitig gelten seine Forschungen über Sprache und Kultur des westsibirischen Volks der Chanten als eines der wichtigsten Zeugnisse für Überlieferung und Tradition dieser bedrohten Ethnie. Auch in anderen sprachwissenschaftlichen und sprachpädagogischen Bereichen hinterließ Steinitz ein umfangreiches Werk. So erreichte er einen gewissen Bekanntheitsgrad durch seine (postum im Jahr 1968 erschienene) Neubearbeitung der Übertragung des finnischen Nationalepos Kalevala, der er ein drittes Nachwort hinzufügte.

## Leben

### Jugendjahre und Emigration
Wolfgang Steinitz war eines von fünf Kindern des Breslauer Ehepaares Kurt und Else Steinitz (geb. Jakobssohn). Der Vater von Kurt war ein wohlhabender Rechtsanwalt gewesen, der seinen Sohn gegen dessen Willen als Nachfolger in seiner Kanzlei auserkoren hatte. Kurt Steinitz war schließlich dem Wunsch seines Vaters gefolgt und erwartete selbiges auch von seinem Sohn Wolfgang, der sich jedoch widersetzen sollte. Else und Kurt waren jüdischer Herkunft, jedoch stark säkular. Sie traten kurz nach Wolfgangs Geburt aus der Jüdischen Gemeinde aus.
Schon als Jugendlicher betrieb Wolfgang das Sammeln und Dokumentieren mündlicher Überlieferung. Sein Vater wollte, dass er Rechtswissenschaften studierte; bis 1925 war er formal für diese in Breslau eingeschrieben. Mit voller Leidenschaft studierte er von 1923 bis 1928 finno-ugrische Sprachwissenschaften und Völkerkunde an den Universitäten von Breslau und Berlin. Er erhielt eine Assistentenstelle am ungarischen Institut in Berlin unter Ernst Lewy. Er unternahm 1924 eine erste Reise nach Finnland, wo seine Geige dem ansonsten eher schüchternen Steinitz bei der Kontaktaufnahme half. Im September 1926 reiste er erstmals von Finnland aus nach Leningrad, wo er am 20. September eintraf.
Im Dezember 1926 lernte er in Breslau Inge (eigentlich Minna Karolina Dorothea) Kasten, seine spätere Frau, kennen. Sie war eine engagierte Kommunistin. 1927 trat auch er der KPD bei und wurde schließlich Leiter für Agitprop der kommunistischen Jugendbewegung im Bezirk Schlesien. Auch in Berlin war er als Kommunist engagiert. Am 1. Juni 1929 starb unerwartet und früh sein Vater Kurt. Danach reiste er „in geheimer Mission“ nach Helsinki; Inge Kasten folgte 1929 nach. Am 22. April 1930 heirateten sie. Er scheint in Helsinki Spionagetätigkeit betrieben zu haben.
Er wollte, wie aus seinen Aufzeichnungen hervorgeht, Berufsrevolutionär werden, was ihm Inge ausredete. Er war letztendlich militärisch unerfahren und ungeeignet. Er wurde angezeigt und musste im Juni 1930 überstürzt aus Finnland fliehen. Von September 1930 bis Januar 1931 war er im estnischen Tartu, wo er und Inge eine glückliche Zeit verlebt haben müssen. In Tartu begegneten sie Paul Ariste und dessen Frau Mäggi. Ende September zogen sie nach Riga. Danach kehrten Inge und Wolfgang nach Berlin zurück, mitten in den letzten Akt der Machtergreifung der Nationalsozialisten. Steinitz war dort politisch sehr aktiv, vor allem in Dahlem und Zehlendorf. 1932 wurde ihr erster Sohn Klaus geboren.
In der KPD gehörte er zum Stalin- und Thälmann-treuen Flügel und unterstützte die Stalinisierung. Im April 1933 hatte Steinitz aufgrund seiner jüdischen Herkunft seine Stelle am ungarischen Institut verloren.
Der überzeugte Antifaschist emigrierte 1934 in die Sowjetunion und erhielt eine Stelle als Professor für finnisch-ugrische Sprachen am Leningrader Institut der Nordvölker, einer Ausbildungsstätte für Angehörige der indigenen Völker des russischen Nordens und Sibiriens, in einer Doppelexistenz als Gelehrter und kommunistisch-jüdischer Emigrant. Seine Doktorarbeit wurde in Finnland gedruckt; der Titel wurde ihm in Abwesenheit am 14. Dezember 1934 zuerkannt. Auch sein erster Gutachter, Ernst Lewy, hatte Deutschland aufgrund der Nationalsozialisten verlassen und war zu diesem Zeitpunkt im Baskenland.
Während seines Aufenthalts in Leningrad hielt Steinitz die meiste Zeit geheim, dass er Kommunist war; denn Stalin ließ führende Kommunisten verfolgen. 1936 fand der erste Schauprozess statt. In dieser Situation lebte er als politikferner ausländischer Spezialist ungefährdeter. Er blieb jedoch Mitglied der KPD und wurde nicht in die KPdSU überführt. Inge holte Klaus im Februar/März 1935 aus Deutschland. Im Zuge der Stalinschen Säuberungen wurde Steinitz 1937 entlassen und musste ausreisen – im Rückblick ein Glück für die Familie.
Steinitz konnte nach Schweden weiter emigrieren. Ab 1943 bekam er eine Assistentenstelle an der Universität Stockholm. Er arbeitete in der Bewegung Freies Deutschland mit.

### Rückkehr nach Deutschland und Jahre in der DDR
Nach Kriegsende fuhr er bei der ersten Gelegenheit im Januar 1946 zurück nach Deutschland. In der DDR übernahm Steinitz viele unterschiedliche wissenschaftliche und politische Funktionen. Aufgrund der veränderten politischen Lage kam der Slawistik ein wesentlich stärkerer Rang zu als vorher. Obwohl er eigentlich Finno-Ugrist war, spielte er als „Behelfsslawist“, wie er selber sagte, eine wesentliche Rolle bei der Neugestaltung des Fachs, das nun die sowjetische Gegenwartsliteratur in den Mittelpunkt rückte. Er beteiligte die Studenten, für die damalige Zeit sehr ungewöhnlich, an der Entscheidung über den Lehrplan, sorgte aber auch für stärkere politische Kontrolle des Instituts. Er brachte sein in Schweden verfasstes Lehrbuch der russischen Sprache mit, das auf lange Zeit maßgeblich blieb.
Daneben leitete er das finnisch-ugrische Institut der Ost-Berliner Humboldt-Universität. Zeitweilig gehörte er zu den politisch exponiertesten Wissenschaftlern der DDR: Er war von 1954 bis 1958 Mitglied des ZK der SED und von 1954 bis 1963 Vizepräsident der Deutschen Akademie der Wissenschaften der DDR. 1955 und 1956 sprach er vor dem Plenum des ZK und benannte dort Missstände in der Wissenschaft, so die Überhöhung der sowjetischen Wissenschaft, vor der er unter Verweis auf Lyssenko warnte, wie auch den gängelnden Umgang mit als „bürgerlich“ eingestuften Wissenschaftlern. Steinitz’ Wortmeldung veranlasste Walter Ulbricht zu Zwischenrufen und zog Steinitz’ taktische Selbstkritik nach sich.

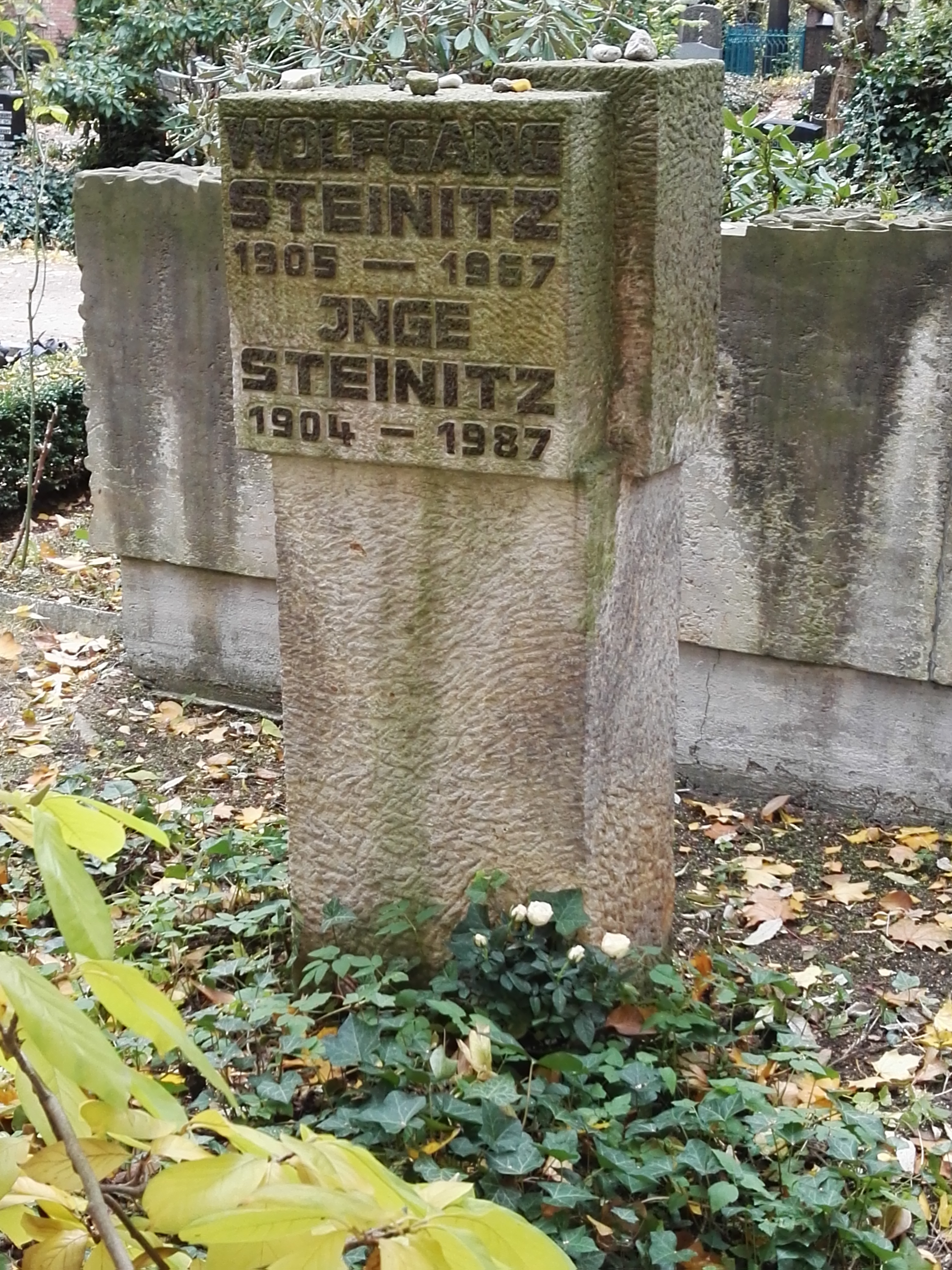
Grabstätte

Die Geheimrede Chruschtschows war ein schwerer Schock für den überzeugten Verteidiger der Sowjetunion und stand am Anfang seiner kritischen Wende, die schließlich zu seiner zunehmenden Distanz zur Politik der DDR führen sollte. Auch der Ungarn-Aufstand von 1956 erschütterte ihn schwer. Obwohl in zwei Überprüfungsvorgängen belastendes Material gegen ihn gesammelt wurde, kam es zu keiner Repression gegen ihn. Auch eine Flucht in den Westen kam für den überzeugten Kommunisten nicht infrage. Seine Mitgliedschaft im ZK endete jedoch 1958. 1957 nahm sich seine Mutter Else das Leben. Steinitz starb 1967 an den Folgen eines Schlaganfalls. Er ist auf dem Friedhof der Dorotheenstädtischen und Friedrichswerderschen Gemeinden in Berlin-Mitte bestattet.

## Wissenschaftliche Tätigkeit

### Ostjakologische Forschungen
Der Finno-Ugrist Steinitz befasste sich während seiner Leningrader Zeit besonders mit den Sprachen und Kulturen des obugrischen Volks der Chanten (Ostjaken). Seine Forschungen basieren auf einem halbjährigen Aufenthalt in einer chantischen Siedlung am mittleren Ob sowie auf Aussagen chantischer Informanten, die im Herzen-Institut studierten.
Am 15. Juli 1935 brach Steinitz von Leningrad in Richtung Moskau und später Kasan und Sibirien auf, um die bereits zehn Jahre zuvor mit Ernst Lewy geplante Forschungsreise zu unternehmen. Er ließ dabei Inge mit dem Sohn Klaus zurück, obwohl es ihr Wunsch gewesen war, mit ihm zu reisen. Zweck der Reise war sowohl die linguistische Erforschung der chantischen Sprache wie auch das Studium der Lebensweise und Gebräuche der Chanten, die viele ihrer Traditionen zwar noch bewahrt hatten, gleichzeitig aber auch mit zahlreichen sozialen Problem infolge der Kolonialisierung, darunter die weite Verbreitung des Alkoholismus, und der sich verfestigenden Sowjetherrschaft konfrontiert waren.
Die Zeit von Steinitz’ Forschung war geprägt vom Übergang von der frühen, bewahrenden Nationalitätenpolitik der „Ethnografen“, die davon ausgingen, dass die Urvölker bereits einen primitiven Kommunismus lebten, zur Stalinschen Nationalitätenpolitik, die wesentlich stärker auf eine gewaltsame Umgestaltung der indigenen Gesellschaft setzte. Steinitz selbst musste seine Forschungsreise vorzeitig abbrechen. In die Zeit seiner Reise fiel der Beschluss, die chantische Sprache nicht mehr in lateinischer, sondern fortan in kyrillischer Schrift zu schreiben, was dem Finnougristen Steinitz missfiel. Ihm wurde vorgeworfen, an der Verbreitung der angeblich zu komplizierten lateinischen Verschriftlichung beteiligt gewesen zu sein, außerdem habe er sich zu sehr für Berichte über die „Kasymer Ereignisse“ – wahrscheinlich gemeint ist der Aufstand von Kasym gegen die Sowjetherrschaft der Jahre 1931–34 – interessiert. Diesen Vorwurf wies Steinitz energisch zurück, und in seinen Aufzeichnungen verwendete er weiterhin die lateinische Schreibweise des Chantischen. Steinitz war nach wie vor überzeugter Kommunist und interessierte sich z. B. besonders dafür, wie moderne sowjetische Sujets wie etwa Erzählungen über Lenin in die chantische Volksdichtung Einzug hielten und mit traditionellen Formen wiedergegeben wurden. Eine Frage ist, in welchem Umfang die Reise die Materialien für seine Forschung lieferte bzw. ob der Löwenanteil von seinen Informanten am Leningrader Institut der Nordvölker beigesteuert wurde.
Nachdem er Ende Oktober 1937 die Sowjetunion verlassen musste, veröffentlichte Steinitz seine bis heute grundlegenden Forschungen 1939 im estnischen Tartu unter dem Titel Ostjakologische Arbeiten. Eine vollständige Ausgabe erschien erst 1980, 13 Jahre nach seinem Tod, herausgegeben von seiner Tochter Renate in Budapest.

### Musikforschung
Ein anderer Schwerpunkt von Steinitz’ Wirken war die Sammlung deutscher Volkslieder, die sich gegen Krieg, Unterdrückung und Elend richteten, von den Liedern der schlesischen Weber bis zu Soldatenliedern des Dreißigjährigen Kriegs, Bauernklagen, Liedern über Desertion oder über zeitgenössische Ereignisse wie etwa die Revolution von 1848. Er kam bereits früh mit wenig bekannten Volksliedtraditionen in Berührung, die etwa das Elend der schlesischen Weber thematisierten. Steinitz’ Deutsche Volkslieder demokratischen Charakters aus sechs Jahrhunderten erschienen 1954 und 1962 in Ost-Berlin. Ihre volle Wirkung entfaltete diese Sammlung von 180 Liedern erst nach Steinitz’ überraschendem Tod im Jahr 1967.
Die wiederentdeckten „demokratischen Volkslieder“ waren das wohl einflussreichste Werk für das deutsche Folk-Revival der 1970er Jahre. Interpreten wie Peter Rohland, Hein & Oss Kröher, Liederjan, Zupfgeigenhansel, Hannes Wader und viele mehr bedienten sich bevorzugt beim Großen Steinitz, wie das Werk kurz genannt wurde, um zu zeigen, dass es neben dem als tendenziell rechtslastig empfundenen „volkstümlichen“ Lied auch eine verschüttete Tradition gibt, die sich gegen Krieg, Unterdrückung und Terror richtet. Auch in der DDR war Steinitz’ Werk eine wichtige Vorlage der Folk-Bewegung. Insbesondere die antimilitaristischen Lieder (wie König von Preußen, großer Potentat / Wie sind wir deines Dienstes so überdrüssig satt) standen dort im Konflikt mit der herrschenden Parteilinie.

### Sonstiges Wirken
Zu den weiteren Hinterlassenschaften Steinitz’ gehört auch ein wegen seiner leichten Verständlichkeit sehr beliebtes Lehrbuch der russischen Sprache sowie das von ihm mitbegründete Wörterbuch der deutschen Gegenwartssprache. In seinem Buch Russische Lautlehre begründete er die später nach ihm benannte „Steinitzsche Transkription“ des kyrillischen Alphabetes, die in der DDR bis 1990 verwendet wurde und gegenüber der heute üblichen Duden-Transkription einige Vorteile aufwies. Ab 1952 begründete Steinitz das Marx-Engels-Wörterbuch, von dem 1963 ein Probeheft erschien.
Sein Sohn ist der Wirtschaftswissenschaftler Klaus Steinitz, seine Tochter die Linguistin Renate Steinitz.

## Nachleben
Die Folk-Band Die Grenzgänger plant, zwischen 2024 und 2034 alle Lieder aus Der große Steinitz einzuspielen und zu veröffentlichen.

## Werke (Auswahl)
- Russische Lautlehre, Akademie-Verlag, Berlin 1953.
- Deutsche Volkslieder demokratischen Charakters aus sechs Jahrhunderten. Band 1, Akademie-Verlag, Berlin 1954.
- Deutsche Volkslieder demokratischen Charakters aus sechs Jahrhunderten. Band 2, Akademie-Verlag, Berlin 1962.
- Der grosse Steinitz – Deutsche Volkslieder demokratischen Charakters aus sechs Jahrhunderten. Reprint in einem Band, Zweitausendeins, Frankfurt 1983, ISBN 3-88436-101-5.
- Ostjakische Grammatik und Chrestomathie : Mit Wörterverzeichnis. 2., verb. Aufl. Harrassowitz, Leipzig 1950.
- Ostjakologische Arbeiten. Beiträge zur Sprachwissenschaft und Ethnographie. Herausgegeben von Gert Sauer und Renate Steinitz. Band I–IV, Akademiai Kiado u. Akademie-Verlag, Budapest/Berlin 1980.
- Russisches Lehrbuch. 10. durchges. Auflage. Volk und Wissen, Berlin 1961.